# Get Lucky (cântec de Daft Punk)
"Get Lucky" este un cântec al duo-ului francez de muzică house Daft Punk, în colaborare cu Pharrell Williams. Este primul single de pe al patrulea album al lui Daft Punk, Random Access Memories.

## Lista pieselor
Digital download

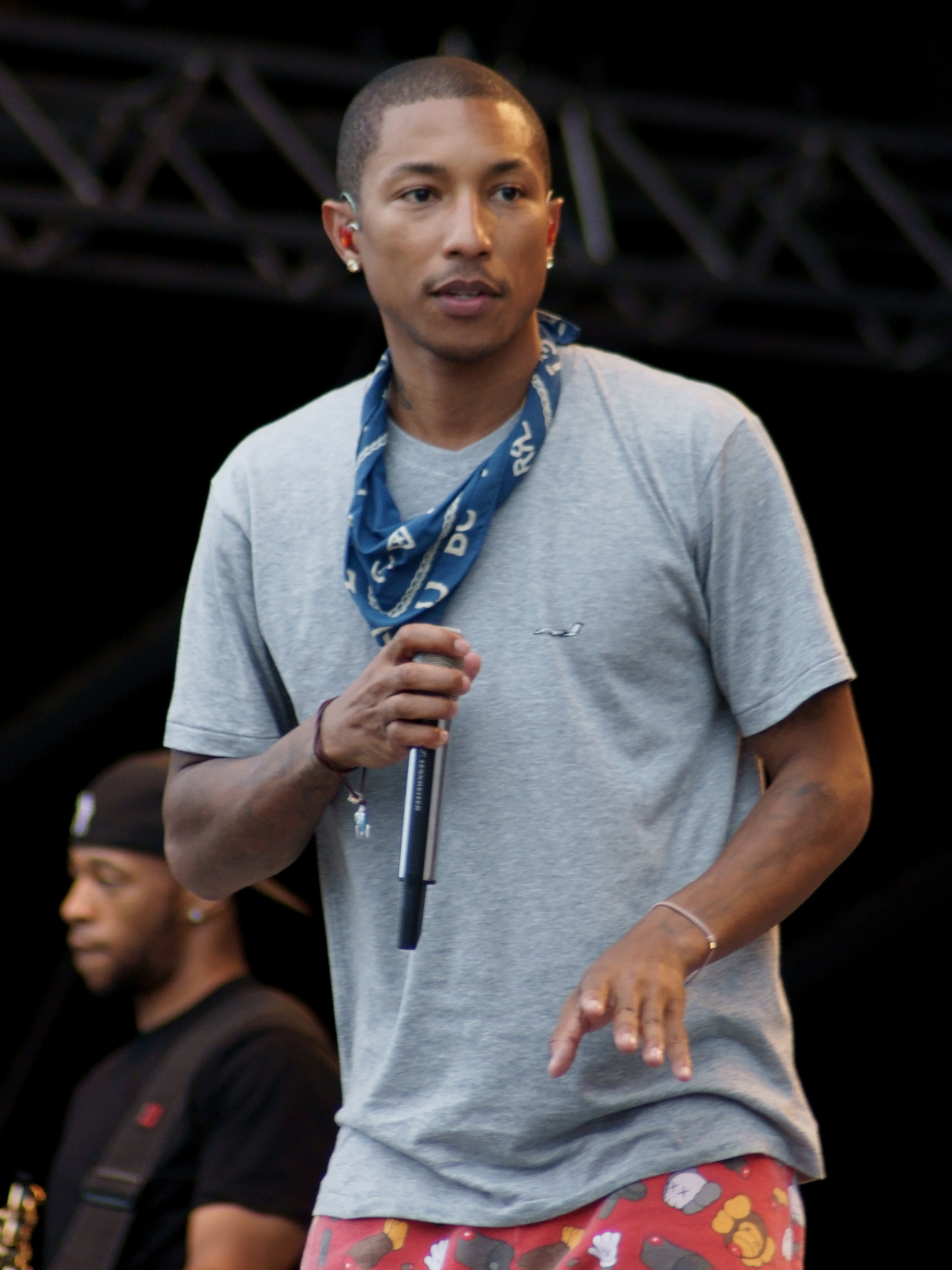
Pharrell Williams interpretând vocal "Get Lucky"

1. "Get Lucky" (radio edit) (featuring Pharrell Williams) - 4:08

Digital download — remix
1. "Get Lucky" (Daft Punk remix) (featuring Pharrell Williams) - 10:33

CD single
1. "Get Lucky" (album version) (featuring Pharrell Williams) - 6:07
2. "Get Lucky" (radio edit) (featuring Pharrell Williams) - 4:08

12" vinyl
Side A
1. "Get Lucky" (Daft Punk remix) (featuring Pharrell Williams) - 10:31

Side B
1. "Get Lucky" (album version) (featuring Pharrell Williams) - 6:07
2. "Get Lucky" (radio edit) (featuring Pharrell Williams) - 4:08

## Topuri și certificări
| Topuri (2013-14)                           | Poziția în topuri |
| ------------------------------------------ | ----------------- |
| Australia (ARIA)                           | 1                 |
| Austria (Ö3 Austria Top 40)                | 1                 |
| Belgia (Ultratop 50 Flanders)              | 1                 |
| Belgia (Ultratop 50 Wallonia)              | 1                 |
| Brazil (Billboard Brasil Hot 100)          | 18                |
| Brazil Hot Pop Songs                       | 2                 |
| Canada (Canadian Hot 100)                  | 2                 |
| Colombia (National-Report)                 | 13                |
| Cehia (Rádio Top 100)                      | 3                 |
| Danemarca (Tracklisten)                    | 1                 |
| Europa (Euro Digital Songs)                | 1                 |
| Finlanda (Suomen virallinen lista)         | 2                 |
| Franța (SNEP)                              | 1                 |
| Germania (Media Control Charts)            | 1                 |
| Greece Digital Songs (Billboard)           | 1                 |
| Ungaria (Dance Top 40)                     | 1                 |
| Ungaria (Rádiós Top 40)                    | 1                 |
| Ungaria (Single Top 20)                    | 14                |
| Irlanda (IRMA)                             | 1                 |
| Israel (Media Forest)                      | 1                 |
| Italia (FIMI)                              | 1                 |
| Japan (Billboard Japan Hot 100)            | 6                 |
| Lebanon (The Official Lebanese Top 20)     | 1                 |
| Luxembourg Digital Songs (Billboard)       | 1                 |
| Mexico (Monitor Latino)                    | 7                 |
| Mexico Ingles Airplay (Billboard)          | 1                 |
| Olanda (Dutch Top 40)                      | 2                 |
| Olanda (Single Top 100)                    | 2                 |
| Noua Zeelandă (Recorded Music NZ)          | 2                 |
| Norvegia (VG-lista)                        | 2                 |
| Polonia (Polish Airplay Top 20)            | 2                 |
| Polonia (Dance Top 50)                     | 1                 |
| Portugal (Billboard)                       | 1                 |
| Scoția (Official Charts Company)           | 1                 |
| Slovacia (Rádio Top 100)                   | 2                 |
| South Korea (GAON)                         | 3                 |
| Spania (PROMUSICAE)                        | 1                 |
| Suedia (Sverigetopplistan)                 | 2                 |
| Elveția (Schweizer Hitparade)              | 1                 |
| UK Singles (Official Charts Company)       | 1                 |
| UK Dance (Official Charts Company)         | 1                 |
| US Billboard Hot 100                       | 2                 |
| US Mainstream Top 40 (Billboard)           | 2                 |
| US Alternative Songs (Billboard)           | 5                 |
| US Hot Dance Club Songs (Billboard)        | 1                 |
| US Adult Top 40 (Billboard)                | 8                 |
| US Adult Contemporary (Billboard)          | 18                |
| US Hot Dance/Electronic Songs (Billboard)  | 1                 |
| Venezuela Pop Rock General (Record Report) | 1                 |

| Regiune | Certificări      | Vânzări   |
| --- | ---------------- | --------- |
| Australia (ARIA) | 5× Platinum      | 350.000^  |
| Austria (IFPI Austria) | Gold             | 15.000x   |
| Belgia (BEA) | Platinum         | 30.000*   |
| Danemarca (IFPI Denmark) | 2× Platinum      | 60,000^   |
| Germania (BVMI) | 3× Gold          | 450.000^  |
| Italia (FIMI) | 4× Platinum      | 120,000*  |
| Mexic (AMPROFON) | 2× Platinum+Gold | 150,000^  |
| Noua Zeelandă (RMNZ) | 2× Platinum      | 30.000*   |
| Norvegia (IFPI Norway) | 2× Platinum      | 20.000*   |
| Spania (PROMUSICAE) | Gold             | 20.000^   |
| Suedia (GLF) | Platinum         | 40,000^   |
| Regatul Unit (BPI) | 2× Platinum      | 1,308,007 |
| Statele Unite (RIAA) | 3× Platinum      | 3,000,000 |
| *cifrele de vânzări sunt bazate pe un singur certificat ^cifrele cargo sunt bazate pe un singur certificat xcifrele nespecificate sunt bazate pe un singur certificat |                  |           |

| Topuri (2013)                        | Poziția |
| ------------------------------------ | ------- |
| Australia (ARIA)                     | 7       |
| Canada (Canadian Hot 100)            | 6       |
| France (SNEP)                        | 1       |
| Hungary (Rádiós Top 40)              | 6       |
| Israel (Media Forest)                | 1       |
| Italy (FIMI)                         | 1       |
| Netherlands (Mega Single Top 100)    | 3       |
| New Zealand (Recorded Music NZ)      | 9       |
| UK Singles (Official Charts Company) | 2       |
| US Billboard Hot 100                 | 14      |

## Istoric lansări
| Regiune        | Data            | Format             | Label            |
| -------------- | --------------- | ------------------ | ---------------- |
| Australia      | 19 aprilie 2013 | Digital download   | Columbia Records |
| Japonia        | 19 aprilie 2013 | Digital download   | Columbia Records |
| New Zealand    | 19 aprilie 2013 | Digital download   | Columbia Records |
| Rusia          | 19 aprilie 2013 | Digital download   | Columbia Records |
| United Kingdom | 19 aprilie 2013 | Digital download   | Columbia Records |
| Statele Unite  | 19 aprilie 2013 | Digital download   | Columbia Records |
| Statele Unite  | 21 mai 2013     | Mainstream airplay | Columbia Records |
| Germania       | 28 iunie 2013   | CD                 | Columbia Records |
| United Kingdom | 16 iulie 2013   | 12"                | Columbia Records |
| Statele Unite  | 16 iulie 2013   | 12"                | Columbia Records |